# Kościół Świętego Krzyża w Lesznie
Kościół Świętego Krzyża w Lesznie – dawny kościół luterański wybudowany w latach 1711–1720.

## Historia powstania
Przybyli do Leszna w 1628 r. luteranie postanowili wybudować dla siebie świątynie. Do budowy przystąpili zaraz po uzyskaniu zgody od Rafała Leszczyńskiego w 1633 r. Budowa świątyni trwała bardzo krótko, gdyż już w 1635 r. pastor ks. Melchior Maronius dokonał uroczystego poświęcenia. Pierwotny kościół spłonął w pożarze miasta 28 kwietnia 1656 r.
W trzy lata po tym wydarzeniu zabrano się za odbudowę świątyni. Odbudowany kościół poświęcono w roku 1666. Ówczesny budynek był okazały jeśli chodzi o swoją wielkość oraz co ciekawe, jego wnętrze. Odbudowana świątynia podzieliła losy pierwotnej: spłonęła w kolejnym pożarze miasta (1707 r.).
Dopiero 1 września 1711 r. Położono kamień węgielny pod budowę trzeciego kościoła. Mając na uwadze doświadczenia ze słabej trwałości poprzednich budowli, postanowiono wznieść orientowany, murowany kościół z wieżą. Głównym budowniczym tego kompleksu był Adam Stier z Rydzyny, współpracujący z Pompeo Ferrarim. W 1713 r. biskup poznański Michał Bartłomiej Tarło, wstrzymał budowę kościoła na 2 lata. W 1715 r. dzięki interwencji króla pruskiego – Fryderyka I – parafia luterańska uzyskała zgodę na dokończenie budowy. Koniec datuje się na rok 1716, lecz przebudowa, wyposażanie i ozdabianie wnętrza trwało jeszcze wiele lat. W 1721 r. prowizoryczne sklepienie kościoła zastąpiono nowym, które następnie ozdobiono sztukateriami i malowidłami. W 1730 r. wykonano sklepienie biblioteki, a w 1742 r. przesklepiono zakrystie ozdabiając ją także sztukateriami. Nadbudowy wieży kościoła według projektu z 1743 r. Karola Marcina Frantza dokonano w roku 1782. Pożar miasta w roku 1790 zniszczył hełm wieży oraz dach, a także uszkodził wnętrze kościoła. Odbudowa kościoła trwała aż do roku 1805, w którym też nastąpiło jego poświęcenie. Kościół był okazały: miał 24 metry szerokości i 44 długości.
W okresie II Rzeczypospolitej kościół należał do parafii przynależącej do superintendentury Poznań II Ewangelickiego Kościoła Unijnego.
Wraz z zajęciem miasta przez Armię Radziecką w 1945, kościół uległ zniszczeniu w wyniku stacjonowania czerwonoarmistów. Kolejne lata to przekazywanie świątyni w ręce kolejnych parafii: 1946 r. – władze miasta przekazały kościół w użytkowanie parafii polskokatolickiej, 1977 r. kościół został przekazany parafii rzymskokatolickiej. Kościół podczas wojny, do momentu przekazania parafii służył jako magazyn broni.

## Wnętrze
Wnętrze miało układ centralny na rzucie ośmioboku wpisanego w prostokąt. Przestrzeń nawy wyznacza osiem masywnych filarów, z których dwa wschodnie stanowią obramienie dla ołtarza głównego. Ściany opinają toskańskie pilastry oraz różnej formy okna, które są rozmieszczone w czterech strefach. Ciekawe są kute barokowe kraty, szczególnie te, które znajdują się obecnie nad drzwiami zakrystii. Pierwotnie wnętrze kościoła obiegały dwukondygnacyjne balkony. Środkową część kościoła nakryto pozornym sklepieniem kolebkowym z lunetami, nad emporami – sklepieniem półkolistym z lunetami. Kościół wyposażony był w stylu klasycystycznym. W roku 1909 kościół wzbogacił się o hełm wieży zbudowany według projektu Marcina Karola Frantza.

## Lapidarium
W latach 1956–1960 przy kościele św. Krzyża zostało utworzone lapidarium, które tworzyło ok. 100 nagrobków pochodzących z XVII, XVIII i XIX wieku. Najważniejszymi z nich są: płyta z personifikacją Nadziei i Miłości oraz z postacią Dobrego Pasterza, nagrobek drukarza, który zmarł w 1691 r., płyta z 1732 r., na której widnieje niemieckojęzyczny napis „Lesczno”, epitafium zmarłej w 1641 r. dziewczynki, płyta upamiętniająca rodzeństwo Lysefarth, zmarłe w 1630 r. i nagrobek z 1625 r. kowala Nitscha. Przed murem kościoła znajduje się grób doktora Jana Metziga. Znajduje się w tym miejscu od 1953 r. Można również zobaczyć obelisk Samuela Zugehöra, znanego, leszczyńskiego wytwórcę prochu, jak obelisk z nazwiskami rodzin kalwińskich np. Unrugów i Bukowieckich, na cokole widnieją herby Wieniawy, Junosza, Nałęcz i Szreniawa. Naprzeciw wejścia głównego znajduje się nagrobek, ustawiony w 1997 r. Widnieje na nim napis: „Ku pamięci spoczywających niemieckich parafian na cmentarzu w Lesznie... ponieważ nie tu nasze stałe miejsce. Hebr.13.14"

## Okolice kościoła
Do obiektów kościoła należał też cmentarz ewangelicki, który został zlikwidowany w latach pięćdziesiątych XX wieku. Na jego miejscu znajduje się park oraz budynek dawnej ćwiczni miejskiej z 1909 r. Fragment al. Zygmunta Krasińskiego mieści się na dawnej głównej alei cmentarnej. Podczas remontu trasy w-z odnaleziono szczątki ludzkich kości.

## Kościół dzisiaj

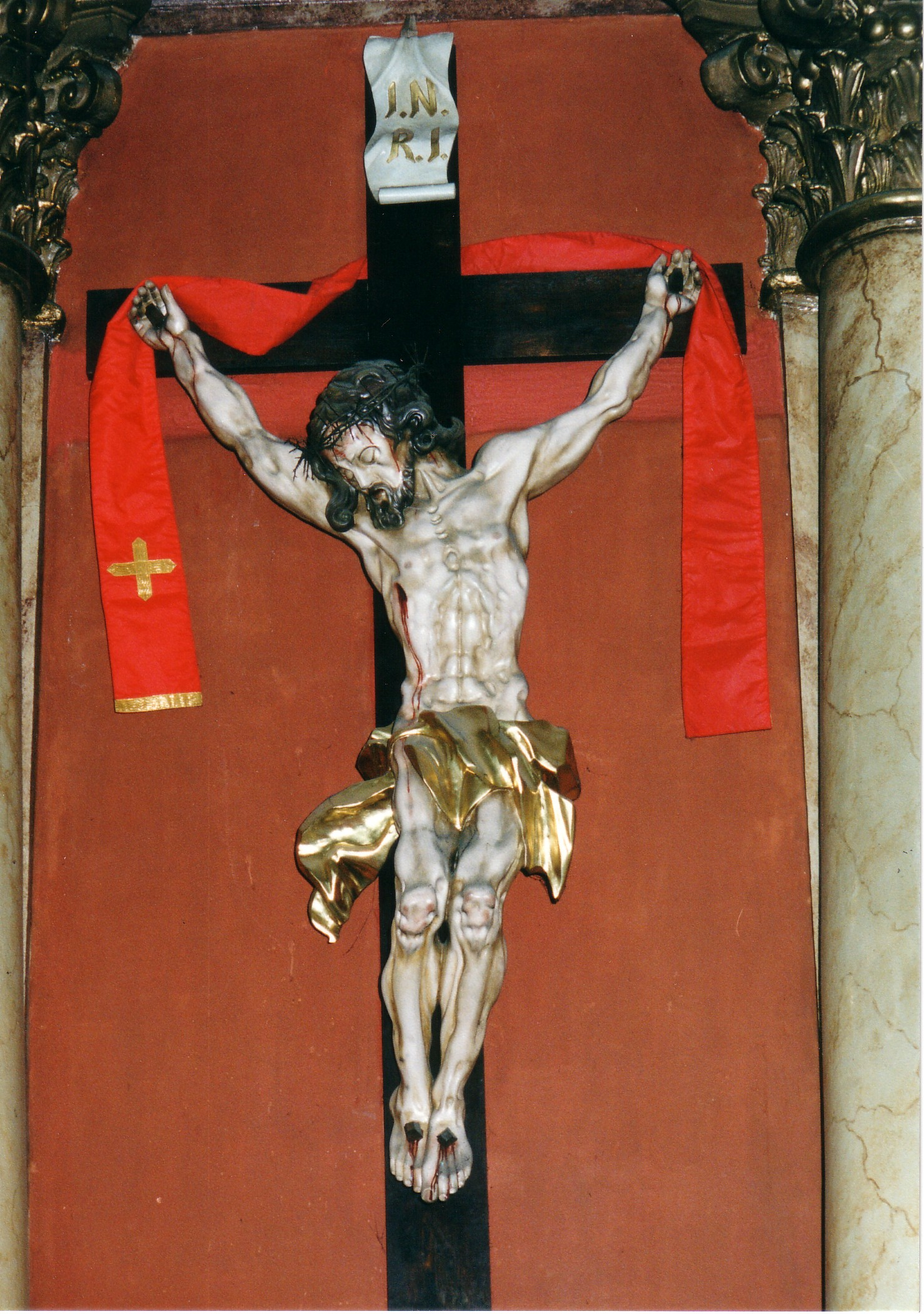
Figura Chrystusa Ukrzyżowanego autorstwa Tomasza Michalika znajdująca się w kościele Świętego Krzyża w Lesznie

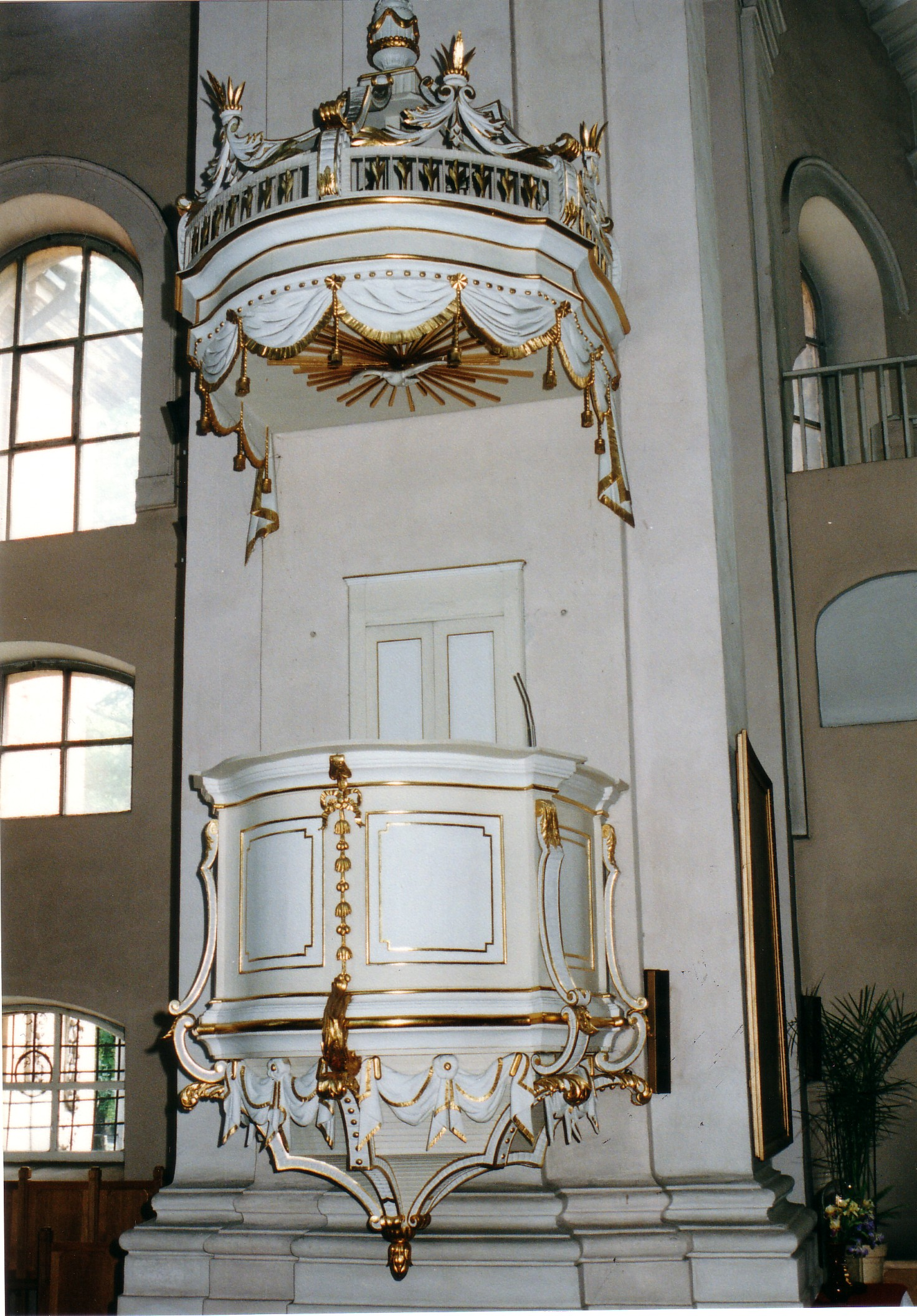
Ambona w Kościele Świętego Krzyża w Lesznie po rekonstrukcji przeprowadzonej przez Tomasza Michalika

Stan kościoła na rok 1977 był dramatyczny. Brakowało w nim zabytkowych kościelnych przedmiotów (w tym obrazów). W opłakanym stanie był dach, stropy oraz empory. W tym samym roku proboszcz parafii św. Mikołaja – ksiądz prałat Teodor Korcz, podjął szereg prac remontowych kontynuowanych w późniejszym czasie przez swoich następców. Priorytetowo naprawiono zdewastowany dach oraz stropy. Ze świątyni usunięto empory grożące zawaleniem oraz odnowiono tynki wewnętrzne. Kościół wzbogacił się również o różne niezbędne przedmioty które była zapożyczane z innych kościołów parafialnych. W 1978 r. kościół otrzymał kute, żelazne ogrodzenie od parafii św. Jana. Głównym motywem bram jest Baranek ze sztandarem Zwycięstwa, odnowiony w 2003 r. 4 lipca 1982 r. odbyła się uroczystość inauguracji ośrodka, połączona z poświęceniem kościoła. Rok później przy kościele powstała parafia. Erygowanie parafii przy kościele w znacznym stopniu przyspieszyło postępy remontowe. Kolejne prace miały na celu zamurowanie dawnego wejścia na empory oraz odmalowanie wnętrza. W roku 1985 w obecności biskupa Stanisława Napierały, zawieszono Stacje Męki Pańskiej z XVIII w. W tym samym roku kościół zyskał tabernakulum – dzieło braci Pacholskich z Poznania. W kolejnych latach ołtarz główny, pochodzący z 1804 r., został odnowiony a Tomasz Michalik pracujący wówczas w Rawiczu wyrzeźbił figurę Chrystusa Ukrzyżowanego, wykonał on również częściową rekonstrukcję zdewastowanej ambony i chrzcielnicy. Polichromia Pasji została wykonana w Muzeum Archidiecezjalnym w Poznaniu pod kierownictwem ówczesnego dyrektora Muzeum
Archidiecezjalnego Ś.P. Księdza Prałata Stefana Tomaszkiewicza. Od strony zaplecza można ujrzeć tablice pamiątkowe, które upamiętniają Johanna Heermanna. Za ołtarzem można również zobaczyć pamiątkowe tablice, które przypominają rodzinę Darings i leszczyńskiego burmistrza J.K. Queissera. W latach 90. XX wieku kościół był również świątynią leszczyńskiego garnizonu wojskowego. W 1999 r. poddano renowacji wieżę. Ponownie zwieńczona została iglicą z krzyżem, strąconą przez wichurę 3 lata wcześniej.
Obecnie kościół pw. św. Krzyża jest parafią rzymskokatolicką. Parafię po Bolesławie Bugzelu w 2003 r. przejął były proboszcz parafii w Tulcach ks. Kazimierz Małek. Wkrótce rozpocząć ma się remont części ołtarzowej kościoła, jak i kaplicy, która została zamurowana. Aktualny proboszcz przeniósł probostwo z kamienicy na pl. Metziga do tzw. nowej pastorówki, naprzeciw kościoła. Z dniem 1 lipca 2013 dotychczasowy proboszcz mianowany został proboszczem parafii św. Jadwigi w Pępowie, zaś funkcję proboszcza objął ks. Zbigniew Rzeźnik.
Dzisiejsza parafia Ewangelicko-Augsburska w Lesznie korzysta z kaplicy przy ul. Paderewskiego 11.
Od 27 lutego 2022 r. w przykościelnej kaplicy odprawiane są nabożeństwa prawosławne.